# Portret Mariany Waldstein, markizy de Santa Cruz

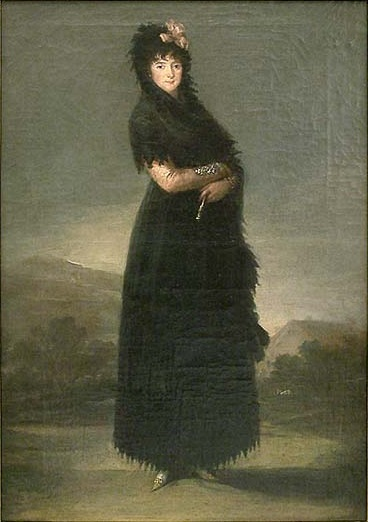
Zredukowana kopia nieznanego autora, możliwy warsztat Goi (52 x 34 cm), którą Ferdinand de Guillemardet przywiózł do Francji

Portret Mariany Waldstein, markizy de Santa Cruz (hiszp. Mariana Waldstein, marquesa de Santa Cruz) – obraz olejny hiszpańskiego malarza Francisca Goi (1746–1828), znajduje się w kolekcji Luwru.

## Okoliczności powstania
Mariana Waldstein (1763–1808) urodziła się w Wiedniu, pochodziła z austriackiej rodziny arystokratycznej. W wieku 18 lat poślubiła dużo starszego od niej wdowca, markiza de Santa Cruz, i przyjechała do Hiszpanii. Jej mąż zajmował ważne stanowisko na madryckim dworze królewskim, co czyniło go m.in. zwierzchnikiem Goi jako nadwornego malarza. Często podróżowała do Włoch, mieszkała także w Paryżu, gdzie spotykała się z artystami i politykami, m.in. z Napoleonem Bonaparte, kiedy ten był pierwszym konsulem. Była kobietą o silnym charakterze i wyrazistej osobowości. Zakochał się w niej francuski ambasador Ferdinand de Guillemardet, który przed powrotem do ojczyzny zabrał ze sobą kopię portretu namalowanego przez Goyę. Skandalem był jej romans z innym ambasadorem – bratem Napoleona, Lucjanem Bonaparte. Dzięki swoim koneksjom markiza pośredniczyła w tajnych negocjacjach ministra Manuela Godoya z Francją. Była pasjonatką sztuki: malowała obrazy olejne i pastelowe, zwłaszcza miniatury, także rysowała i wykonywała kopie znanych dzieł. Jej nauczycielem był malarz Isidro Carnicero. Została honorową dyrektorką i członkinią Królewskiej Akademii Sztuk Pięknych św. Ferdynanda.
Goya namalował portret markizy prawdopodobnie w latach 1797–1798, nie później niż w 1800. Obraz był wcześniej niepoprawnie katalogowany pod tytułem Markiza de las Mercedes. Kopia w posiadaniu Guillemardeta nosiła inskrypcję Goya 1799. Ten obraz niewielkich rozmiarów (52 x 34 cm) i anonimowego autora, dawniej przypisywano Goi. W 1865 Louis Guillemardet przekazał go do Muzeum w Luwrze – znajduje się w tej samej kolekcji co oryginał, a także portret Guillemardeta. Goya sportretował także jej synową Joaquinę Téllez-Girón y Pimentel, przyszłą markizę de Santa Cruz oraz nastoletnią córkę hrabinę de Haro.

## Opis obrazu
XVIII-wieczni angielscy portreciści – Gainsborough i Reynolds – byli ważnym źródłem inspiracji dla Goi. Interesowało go zwłaszcza przedstawienie postaci na świeżym powietrzu, na tle pejzażu. Przykładem tej inspiracji jest nie tylko portret markizy de Santa Cruz, ale także Portret markizy de Pontejos i Królowa Maria Ludwika w mantyli. Goya przedstawił markizę en pied, w wyprostowanej i lekko obróconej pozie, z twarzą zwróconą do widza. Pozycja z rękami skrzyżowanymi pod biustem nie jest typowa dla portretów kobiecych. Goya przedstawia nowoczesną kobietę, która posiada zdolności pozwalające jej zajmować się sprawami zarezerwowanymi dla mężczyzn.
Markiza stoi na tle pochmurnego górskiego krajobrazu, w którym widoczne są drzewa i dom wiejskiej posiadłości. Ma na sobie strój majy: czarną koronkową baskinę z wysokim stanem obszytą u dołu pomponikami, szal okrywający ramiona i mantylę. Spod mantyli i szala widać jedynie rękaw różowej sukni, w kolorze zbliżonym do dużej kokardy na głowie. W lewej ręce trzyma złożony wachlarz. Stroju dopełniają białe czółenka ozdobione złotymi detalami. Pełna wdzięku, nieskrępowana i młodzieńcza twarz markizy jest zaróżowiona, co nadaje jej zdrowy wygląd. Pogodne i kokieteryjne spojrzenie sugeruje przyjazną relację między malarzem a modelką.
Wyróżnia się kontrast pomiędzy czernią a różem, harmonijne zestawienie barw często używane przez artystę. Długie pociągnięcia pędzlem, które nie definiują konturów, nadają obrazowi charakter szkicu. Światło skupia się w trzech miejscach: na twarzy, ręce i ozdobie głowy. Płótno użyte do obrazu jest bardziej szorstkie i toporne niż materiały zwykle stosowane przez malarza.

## Proweniencja
Obraz należał do rodziny markizów de Santa Cruz. W 1883 został sprzedany w paryskim domu aukcyjnym Hôtel Drouot, następnie miał licznych właścicieli. Kolejno należał do: markiza de Remisa, królowej Izabeli II, kolekcji Groulta i kolekcji Grosniera. W 1976 z kolekcji David-Weill został przekazany do Muzeum w Luwrze.